# Élisabeth Bégon

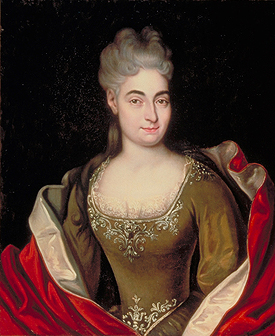

Élisabeth Bégon, född 1696, död 1 november 1755, var en fransk kolonist. Hennes efterlämnade brev betraktas som en värdefull källa till livet i den franska kolonin Kanada under dess sista tid. 